# Liste der Kulturgüter in Sumvitg
Die Liste der Kulturgüter in Sumvitg enthält alle Objekte in der Gemeinde Sumvitg im Kanton Graubünden, die gemäss der Haager Konvention zum Schutz von Kulturgut bei bewaffneten Konflikten, dem Bundesgesetz vom 20. Juni 2014 über den Schutz der Kulturgüter bei bewaffneten Konflikten sowie der Verordnung vom 29. Oktober 2014 über den Schutz der Kulturgüter bei bewaffneten Konflikten unter Schutz stehen.
Objekte der Kategorien A und B sind vollständig in der Liste enthalten, Objekte der Kategorie C fehlen zurzeit (Stand: 1. Januar 2023).

## Kulturgüter
| Foto | | Objekt | Kat. | Typ | Standort                          | Beschreibung                                                                     |
| ---- | --- | --- | ---- | --- | --------------------------------- | -------------------------------------------------------------------------------- |
| ja   | Datei hochladen · Wikidata zu Russeinerbrücke (Q1626613)                                                                 | Russeinerbrücke / Punt Russein KGS-Nr.: 09070                                                                  | A    | G   | Via Sursilvana 711429 / 175538    | Objekt liegt hälftig auf dem Gemeindegebiet von Disentis/Mustér (KGS-Nr. 10512). |
| ja   | Datei hochladen · Wikidata zu St. Gion Battesta (Sumvitg) (Q29785153)                                                    | Katholische Kirche Sogn Gion Battesta / Baselgia catolic Sogn Gion Battesta KGS-Nr.: 03323                     | B    | G   | Cadruvi 8 714690 / 176314         |                                                                                  |
| BW   | Datei hochladen · Wikidata zu Haus Gilli (Maissen) (Q29785155)                                                           | Haus Gilli (Maissen) / Casa Gilli (Maissen) KGS-Nr.: 03324                                                     | B    | G   | Via Sursilvana 58 714575 / 176254 |                                                                                  |
| ja   | Datei hochladen · Wikidata zu Ruine der Kapelle des Heiligen Benedikt und Neue Kapelle des Heiligen Benedikt (Q19362253) | Sogn Benedetg, mittelalterliche Kapellenruine / Sogn Benedetg, ruinas da la chaplutta medievala KGS-Nr.: 10810 | B    | G   | Sogn Benedetg 714670 / 177050     |                                                                                  |